# Joaquim Silva (ciclista)
Joaquim Ricardo Soares Silva , nascido em 19 de março de 1992 em Penafiel, é um ciclista português, membro da equipa Efapel Cycling.

## Biografia
Joaquim Silva começa o ciclismo à idade de 10 anos, integrando o Associação Desportiva Recreativa Ases de Penafiel em 2002. Ele permaneceu no clube durante oito anos, antes de apanhar o clube de Mortágua em 2011, para a sua passagem nas faixas esperanças
Em 2014, Joaquim Silva adjudica-se Campeão de Portugal em estrada esperanças. Com a sua equipa Anicolor-Mortágua, vence a segunda edição do Trofeu Luso Galaico e termina 2.º na Volta a Portugal do Futuro e na Volta a Galiza. Seleccionado em equipa de Portugal esperanças, afirma-se como o um dos principais esperanças portugueses que se classificam 8.º da Volta de l'Avenir e 16.º do Ciclismo em estrada masculina sub 23 anos aos campeonatos do mundo de ciclismo de 2014. Figura igualmente entre a selecção nacional portuguesa que toma a saída da Volta a Portugal No meio de corredores profissionais, acaba com uma prestação honorável ficando em 25.º lugar da prova.
Resulta corredor profissional em 2015, apanhando o equipa continental portuguesa W52-Quinta da Lixa. Com esta formação, contribui sucessivamente num papel de jogador à vitória de seus colegas Gustavo César Veloso, Rui Vinhas e Raúl Alarcón às edições 2015, 2016 e 2017 da Volta a Portugal. A efeitos pessoal, chega de qualquer jeito a obter lugares de honras, sobretudo durante o ano de 2017, durante a qual termina 8.º da Volta de Castela e Leão e 9.º da Voltas às Astúrias. Interessada por seu perfil de escalador, a formação espanhola Caja Rural-Seguros RGA compromete-o ao mês de outubro para ambas próximas temporadas, com vistas a reforçar o seu efectivo para a montanha

## Palmarés
- 2014
  -  Campeão de Portugal em estrada esperanças
  - Troféu Luso Galaico
  - 2.º da Volta a Portugal do Futuro
  - 2.º da Volta a Galiza